# 11135 Ryokami
11135 Ryokami (1996 XF3) là một tiểu hành tinh vành đai chính được phát hiện ngày 3 tháng 12 năm 1996 bởi T. Kobayashi ở Oizumi.